# Departamento Gaiman
Das Departamento Gaiman liegt im östlichen Zentrum der Provinz Chubut im Süden Argentiniens und ist eine von 15 Verwaltungseinheiten der Provinz.
Es grenzt im Norden an die Departamentos Telsen und Biedma, im Osten an das Departamento Rawson, im Süden an das Departamento Florentino Ameghino und im Westen an das Departamento Mártires.
Die Hauptstadt des Departamento Gaiman ist das gleichnamige Gaiman.
Auf dem Territorium des Departamento befindet sich der Stausee Florentino Ameghino.

## Bevölkerung

### Übersicht
Das Ergebnis der Volkszählung 2022 ist noch nicht bekannt. Bei der Volkszählung 2010 war das Geschlechterverhältnis mit 5.775 männlichen und 5.366 weiblichen Einwohnern recht ausgeglichen.
Nach Altersgruppen verteilte sich die Einwohnerschaft auf 3.042 (27,3 %) Personen im Alter von 0 bis 14 Jahren, 6.987 (62,7 %) Personen im Alter von 20 bis 64 Jahren und 1.112 (10,0 %) Personen von 65 Jahren und mehr.

### Bevölkerungsentwicklung
Die Einwohnerzahl ist gering und die Bevölkerung wächst nur langsam. Die Schätzungen des INDEC gehen von einer Bevölkerungszahl von 13.184 Einwohnern per 1. Juli 2022 aus.
| Jahr | 1895  | 1914  | 1947  | 1960  | 1970  | 1980  | 1991  | 2001  | 2010   | 2022    |
| Einwohner                                                                                                | 1.172 | 3.876 | 5.120 | 6.817 | 6.945 | 7.874 | 8.209 | 9.612 | 11.141 | k. Ang. |
| Bevölkerungsentwicklung des Departements seit 1895; Quelle: Ergebnisse der Volkszählungen in Argentinien |       |       |       |       |       |       |       |       |        |         |

## Städte und Gemeinden
Das Departamento Gaimán ist in folgende Gemeinden aufgeteilt:
- Dique Florentino Ameghino
- Dolavon
- Gaiman
- Veintiocho de Julio